# St. Bartholomäus (Guntersberg)

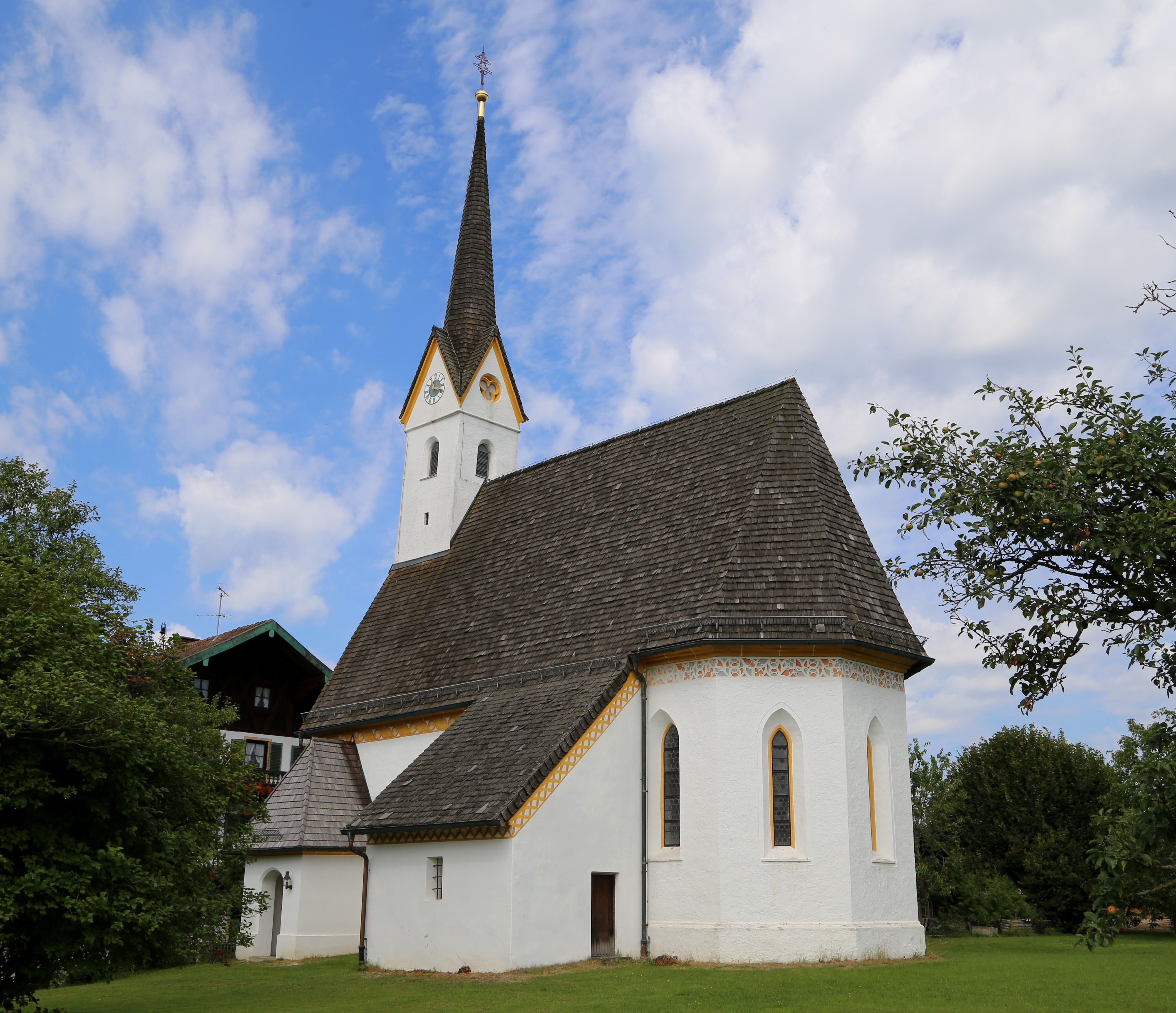
St. Bartholomäus in Guntersberg

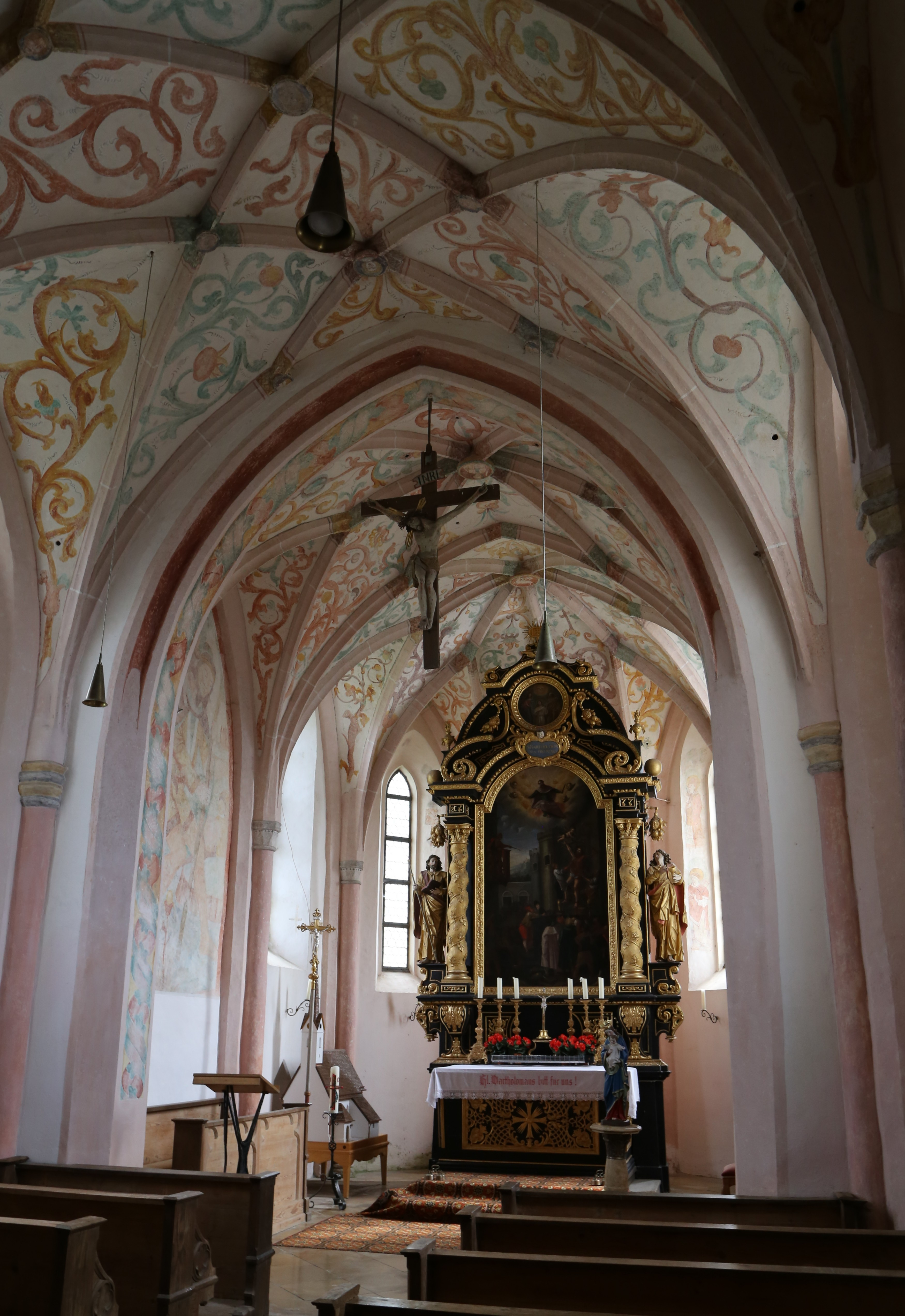
Innenansicht

Die römisch-katholische Filialkirche St. Bartholomäus steht in Guntersberg, einem Gemeindeteil von Höslwang im oberbayerischen Landkreis Rosenheim. Das Bauwerk ist in der Liste der Baudenkmäler in Höslwang als Baudenkmal unter der Nr. D-1-87-145-8 eingetragen. Die Kirche gehört zum Dekanat Rosenheim im Erzbistum München und Freising.

## Beschreibung
Die spätgotische Saalkirche wurde in der Mitte des 15. Jahrhunderts erbaut. Sie besteht aus dem dreijochigen Langhaus und dem dreiseitig geschlossenen Chor im Osten. Die Sakristei befindet sich unter dem Schleppdach an der Südwand des Chors. Aus dem Satteldach des Langhauses erhebt sich im Westen ein 1880 um ein Geschoss erhöhter quadratischer Dachreiter, der den Glockenstuhl enthält und mit einem spitzen Helm bedeckt ist. Das Vorzeichen an der Südwand des Langhauses birgt das Portal.
Der Hochaltar von 1677 wird von den Skulpturen des Jakobus des Älteren und des Evangelist Johannes flankiert. 